# Haemogregarina fragilis
Haemogregarina fragilis is een soort in de taxonomische indeling van de Myzozoa, een stam van microscopische parasitaire dieren. Het organisme komt uit het geslacht Haemogregarina en behoort tot de familie Haemogregarinidae. Haemogregarina fragilis werd in 1901 ontdekt door Laveran & Mesnil.